# Ghetto Gutter & Gangsta
Ghetto Gutter & Gangsta – szósty studyjny album amerykańskiego rapera Macka 10. Zadebiutował na 28. miejscu R&B Albums oraz na 105. na Billboard 200.
Gościnnie występują między innymi Ice Cube, WC, Knoc-turn’al czy Fat Joe.

## Lista utworów
1. "Intro"
2. "Lights Out" (feat. Ice Cube, WC & Knoc-turn’al)
3. "K to the MAC" (feat. K-Mac)
4. "Please Believe It" (feat. Da Hood & Money Grip)
5. "Get Yo Ride On"
6. "Promise to Be a Hustla (feat. Da Hood)
7. "Figaro Rida" (feat. B-Brazy)
8. "Ain't Got a Penny to Give (feat. Young Hoggs)
9. "The Big Bang Theory" (Insert)
10. "S.O.O. W.O.O. (Remix) (feat. Reservoir Dogs)
11. "Dirt" (feat. Fat Joe & Damizza)
12. "Gather 'Round" (feat. Young Hoggs)
13. "Gangsta" (feat. Young Hoggs, Money Grip & Young Tre)
14. "The Weed Song" (feat. Young Hoggs, Skoop & Devi)
15. "Look at Us Now" (feat. Da Hood & Butch Cassidy)
16. "Live Wire" (feat. Young Hoggs)
17. "Page I" (feat. Reservoir Dogs)
18. "Double Fisted" (feat. E-40 & The Mossie)
19. "In the Heart of the Ghetto" (feat. Turf Talk)
20. "Rule the World" (feat. J-Man)
21. "Outro"